# FFH-Gebiet Schwarzes Wasser
Das FFH-Gebiet Schwarzes Wasser (Kennung DE-4305-304) ist rund 100 Hektar groß und liegt in den Stadtgebieten von Wesel und Hamminkeln im nordrhein-westfälischen Kreis Wesel. Als FFH-Gebiet bildet es einen Teil des europäischen Schutzgebietsnetzes Natura 2000. Es liegt innerhalb des deutlich größeren Naturschutzgebiets Diersfordter Wald. Bereits vor der FFH-Ausweisung, seit 1936, stand der Bereich als NSG Schwarzes Wasser unter Schutz; dieses ging 2009 im NSG Diersfordter Wald auf.
Benannt ist das Gebiet nach dem gleichnamigen Heideweiher in Wesel, der im nördlichen Gebietsteil liegt. Die Bezeichnung „Schwarzes Wasser“ soll auf die oftmals braunschwarze Färbung des Gewässers zurückgehen. Vermutlich handelt es sich um eine in der Nacheiszeit entstandene, abflusslose Ausblasungswanne, die sich später mit nährstoffarmem Wasser füllte. Die Ausdehnung beträgt etwa 400 m × 120 m bei einer Tiefe von bis zu 140 cm. Die Wasseroberfläche ist rund 2,5 ha groß.
Der Weiher wird allseits von Kiefernforsten und zum Teil auch Eichenbirkenwäldern umgeben, die auf oft mehrere Meter hohen Dünen stocken. Auch Heideflächen und Übergangsmoore kommen vor. Der Weiher enthielt früher zahlreiche botanische Kostbarkeiten, zu denen auch die Wasser-Lobelie (Lobelia dortmanna) gehörte. Ihr Vorkommen ist seit Jahren erloschen. Bemerkenswert ist das Vorkommen des Froschkrautes (Luronium natans). Jahrelang verschollen, hat es sich nach Pflegemaßnahmen wieder angesiedelt.
In der Vergangenheit wurde das Gebiet durch die zahlreichen Besucher (unerlaubtes Baden, Trittschäden im Moorbereich) stark in Mitleidenschaft gezogen. Seit den 1990er Jahren haben aber Besucherlenkungsmaßnahmen zu einer erheblichen Verbesserung der Situation geführt. Rund um den Weiher führt ein rund 2,6 km langer Naturerlebnisweg mit Informationstafeln.